# أسرة إيفريا
أنسكاردية أو أسرة إيفريا هي أحد سلالات الفرنجية في عصور وسطى أصلها يأتي من البرغونة، وهم بنو أنسكار الذي قيلَ أنّه حفيد حمدوش (Amédée) صاحب مدينة لانجر، وأخ فُلك أسقف مدينة رانس عام 883. استطاع أنسكار أن يصبح ماركيز إيفريا، ومع القرن العاشر استطاع أحد فروعها الوصول إلى العرش الإيطالي، وأيضا حكموا إحدى فروعها كونتية بورغندي الحرة بين القرنين الحادي عشر والثاني عشر، و منذ عام 1226 استطاعوا أحد الفروع حكم مملكة قشتالة وليون حتى عام 1556، وأيضا تاج أراغون لفترة وجيزة.